# 先輩は刑事パイ
『先輩は刑事パイ』（せんぱいはデカパイ）は、サブリックによる日本のお色気漫画作品。『月刊少年チャンピオン』（秋田書店）にて、2020年10月号から2023年1月号まで連載。
肌も露わなコスチュームで巨乳を揺らし、凶悪犯を悩殺する検挙術を用いる姿から「刑事パイ」の二つ名を持つ女性警察官・豊満みのりとコンビを組まされた新米刑事・今野二郎のお色気騒動を描くアクションギャグコメディ。『月刊少年チャンピオン』2019年5月号にアンソロジー企画「おっぱいがいっぱい」第5弾として掲載された『おねーさんは刑事パイ』がプロトタイプとなっている。
2021年5月号では単行本1巻発売を記念し、グラビアアイドルの森咲智美がみのりのコスプレを披露するコラボレーションが行われた。

## ストーリー
警視庁白羽署の刑事課に配属された新米刑事の今野二郎は先輩で巡査部長の豊満みのりとコンビを組むことになったが、みのりには重大な秘密があった。それは特技の早着替えを活かして制服を脱ぎ捨て、自慢の巨乳を武器に凶悪犯を悩殺する独特の検挙術を使用する姿から「刑事パイ」の二つ名で呼ばれていること。もし本庁にばれたらクビは必至と言うことでみのりは二郎に強く口止めを迫るが、2人の周囲では「怪盗カウガール」に扮したみのりの妹・このみらを巻き込んでのお色気騒動が次から次へと発生する。

## 登場人物
今野 二郎（こんの じろう）
警視庁白羽署の新米刑事。正義感の強い青年だが「刑事パイ」ことみのりとコンビを組まされたため、連日連夜のお色気騒動に巻き込まれる。
豊満 みのり（ほうまん みのり）
白羽署刑事課巡査部長で、二郎とコンビを組むことになった先輩。特技の早着替えを活かした下乳丸出しのコスチュームで自慢の巨乳を揺らしながら凶悪犯を悩殺する独自の検挙術を用いることから「刑事パイ」の二つ名を持つ。この破廉恥極まりない検挙術の使用が本庁にばれたらクビは免れないと自覚しているため、二郎に対しては強く口止めしているが、逮捕された犯人はバストの印象が強すぎて刑事パイの顔を覚えていないため難を逃れている。
豊満 このみ（ほうまん このみ）
みのりの妹で女子大生。姉にひけを取らない巨乳の持ち主で、牛をこよなく愛する。その裏では、ホルスタイン柄のビキニを着用して法の目を逃れる悪人から牛をモチーフにした美術品ばかりを盗み出す怪盗カウガールとして暗躍している。
激沢 飛男（げきざわ とびお）
白羽署刑事課長。声が大きく、テンションが異様に高い。
美影 太央（みかげ たお）
強行犯係長。端正な顔立ちの美青年だがお色気に弱く、みのりのちょっとした動作を見ただけで多量の鼻血を噴き出して倒れてしまう。
芦屋 泉（あしや いずみ）
二郎の学生時代の先輩に当たる本庁のキャリア。刑事パイの破廉恥な検挙術の噂を聞き付け、白羽署へ監察に来た。

## 書誌情報
- サブリック『先輩は刑事パイ』秋田書店〈少年チャンピオン・コミックス〉、全4巻
  1. 2021年4月8日初版発行、ISBN 978-4-253-29201-6
  2. 2021年12月8日初版発行、ISBN 978-4-253-29202-3
  3. 2022年7月7日初版発行、ISBN 978-4-253-29203-0
  4. 2023年2月8日発売、ISBN 978-4-253-29204-7